# Light & Heavy: The Best of Iron Butterfly
Light & Heavy: The Best of Iron Butterfly è il quarto album di raccolta del gruppo musicale statunitense Iron Butterfly, pubblicato nel 1993. 

## Il disco
L'album contiene la maggior parte delle registrazioni in studio effettuate dal gruppo dal 1967 al 1970, tra cui 21 delle 33 tracce dei loro primi quattro album in studio di quel periodo, ad esclusione degli ultimi due album Scorching Beauty (1974) e Sun and Steel (1975).

## Tracce
1. Iron Butterfly Theme - 4:34
2. Possession - 2:45
3. Unconscious Power - 2:32
4. You Can't Win (Bonus Track) - 2:41
5. So-Lo - 4:05
6. In-A-Gadda-Da-Vida (Single version) - 2:53
7. Most Anything You Want - 3:44
8. Flowers and Beads - 3:05
9. My Mirage (Bonus Track) - 4:55
10. Termination - 3:00
11. In the Time of Our Lives - 4:52
12. Soul Experience - 2:53
13. Real Fright (Bonus Track) - 2:44
14. In the Crowds - 2:13
15. It Must Be Love - 4:26
16. Belda-Beast (Bonus Track) - 5:45
17. I Can't Help But Deceive You, Little Girl - 3:34
18. New Day (Bonus Track) - 3:20
19. Stone Believer - 4:25
20. Soldier in Our Town (Bonus Track) - 3:22
21. Easy Rider (Let the Wind Pay the Way) - 3:07